# 桂红蜂鸟属
桂红蜂鸟属（学名：Amazilia）是蜂鸟科的一个属。分布于热带中美洲和南美洲。

## 物种
该属包含5至6种： 
- 棕尾蜂鸟, Amazilia tzacatl
- 棕腹蜂鸟, Amazilia yucatanensis
- 桂红蜂鸟， Amazilia rutila
- 红树林蜂鸟， Amazilia boucardi
- 洪都拉斯蜂鸟，Amazilia luciae
- 瓜纳卡斯特蜂鸟, Amazilia alfaroana (有争议)

本属以前包含更多物种。在2014年发表的一项分子系统发育学研究中，该属被揭示为多系群。 在随后进行的分类修订中，大多数物种被拆分至紫冠蜂鸟属、灰腹蜂鸟属、艳蜂鸟属、安第斯蜂鸟属、金尾蜂鸟属、蓝胸蜂鸟属、蓝喉蜂鸟属、白腹蜂鸟属及蓝颏青蜂鸟属等其它属。 